# 拉季夫齊
48°31′16″N 22°15′59″E / 48.52111°N 22.26639°E
拉季夫齊（烏克蘭語：Ратівці）是位於烏克蘭西部外喀爾巴阡州的烏日霍羅德區的村莊，面積1.7平方公里，2001年人口1,325，人口密度每平方公里779.41人。